# Viktor Herbert Pöttler

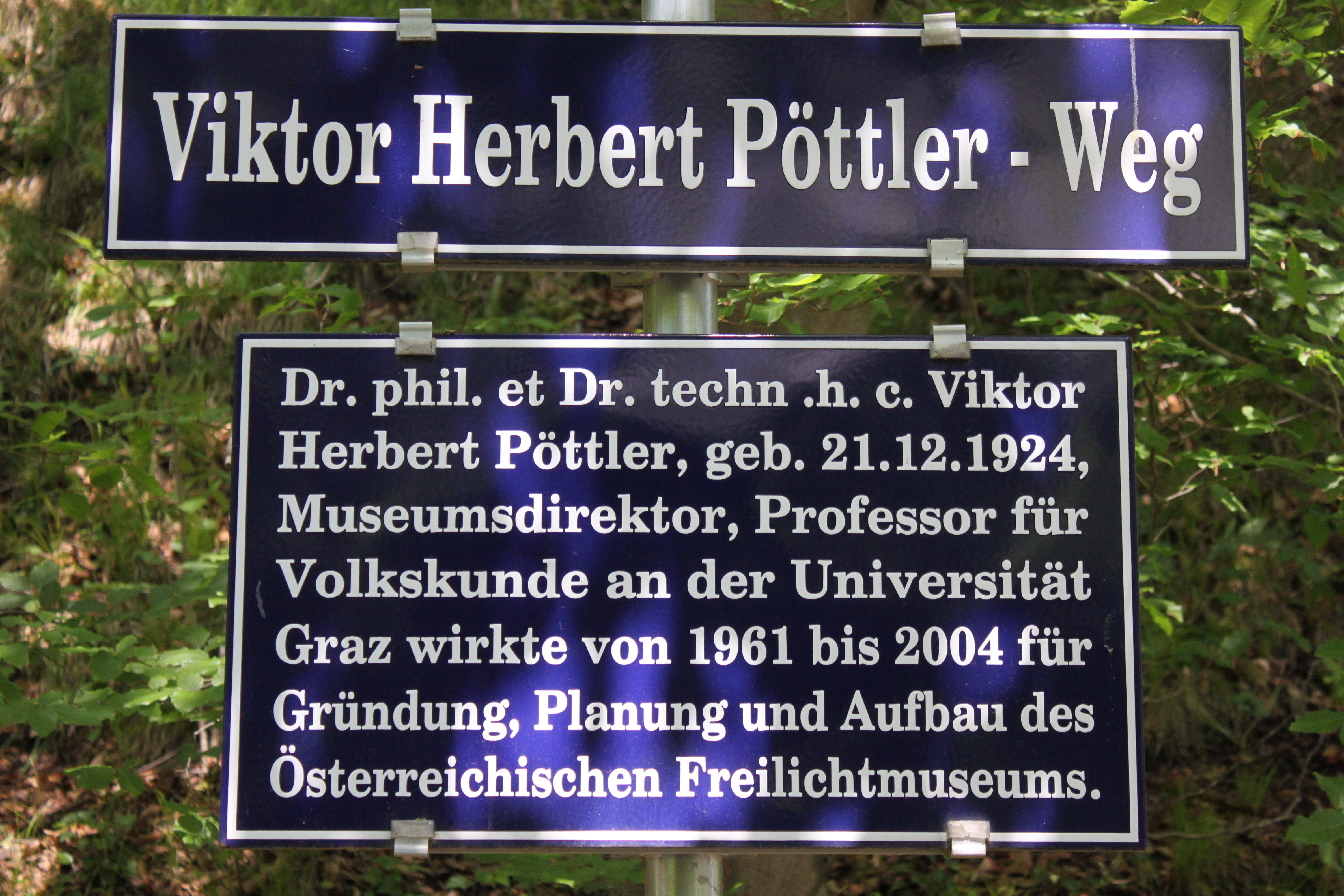
Viktor-Herbert-Pöttler-Weg Wegbezeichnung im Österreichischen Freilichtmuseum Stübing

Viktor Herbert Pöttler (* 21. Dezember 1924 in Langegg; † 7. August 2013) war ein österreichischer Volkskundler, Hochschullehrer und Gründer des Österreichischen Freilichtmuseums in Stübing in der Steiermark.

## Leben
Viktor Herbert Pöttler studierte von 1945 bis 1948 Germanistik, Geschichte, Philosophie und Volkskunde bei Viktor Geramb. Von 1948 bis 1949 war er Volontär bei Geramb am steirischen Volkskundemuseum. Von 1949 bis 1952 war Pöttler Leiter der Grundlagenforschung für das Tiroler Bauernhaus beim Amt der Tiroler Landesregierung. Von 1952 bis 1961 war er Referent für die bäuerlichen Fortbildungsschulen des Landes Steiermark.
Mit 1961 begann Pöttler mit wissenschaftlichen und organisatorischen Arbeiten zur Gründung des Österreichischen Freilichtmuseums in Stübing, welches zum 26. November 1962 von der österreichischen Bundesregierung gegründet wurde. Pöttler war von 1962 bis 2004 der Direktor des Freilichtmuseums.
Weitere Tätigkeiten und Funktionen
- Vizepräsident des Vereins „Heimatschutz in Steiermark“ bis 1999
- Vorsitzender der Ortsbildkommission für Steiermark bis 2003
- Lehrauftrag für Volkskunde/Ethnologie an der Universität Graz ab 1986
- 1972–1980 Vorstandsmitglied des Verbandes der europäischen Freilichtmuseen

## Auszeichnungen
- 1971 Goldenes Ehrenzeichen der Republik Österreich
- 1974 Kulturpreis der Stadt Kapfenberg
- 1975 Michael Haberlandt-Medaille für Verdienste um die Wissenschaft der Volkskunde
- 1977 Ehrendoktorat der technischen Wissenschaft durch die Technische Universität Graz
- 1981 Hanns-Koren-Kulturpreis des Landes Steiermark
- 1982 Hans-Kudlich-Preis
- 1986 Prof. Ernst Winkler-Preis des BM. f. Ld.-u.Fw.
- 1986 Honorarprofessor für Volkskunde an der Karl-Franzens Universität Graz
- 1988 Großes Goldenes Ehrenzeichen des Landes Steiermark
- 1989/90 Erzherzog-Johann-Forschungspreis des Landes Steiermark
- 1992 Österreichisches Ehrenkreuz für Wissenschaft und Kunst I. Klasse
- 1994 Großes Goldenes Ehrenzeichen des Landes Steiermark mit dem Stern
- 1994 Josef-Krainer-Preis
- 1998 Geramb Dankzeichen

## Publikationen
- Gebaute Urväter-Weisheit. Gründung, Planung und Aufbau des Österreichischen Freilichtmuseums zu Stübing bei Graz. Akademische Druck- und Verlagsanstalt, 2005, ISBN 978-3201018630.
- Vorarlberg im Österreichischen Freilichtmuseum, Selbstverlag des Österreichischen Freilichtmuseums, Stübing 1984, ISBN 3-7749-2183-0.
- weitere ausführliche Literaturliste siehe